# Le Message (film)
Pour les articles homonymes, voir Le Message.
Pour plus de détails, voir Fiche technique et Distribution.
Le Message ou Al-Rissala (en arabe : الرسالة ; en anglais : The Message) est un film de Moustapha Akkad, sorti en 1976.
Décrivant la vie du prophète de l'islam Mahomet, ce film présente la particularité d'avoir été tourné simultanément en anglais et en arabe, avec des acteurs principaux différents selon les versions. Conformément à l'aniconisme de la tradition islamique, le prophète Mahomet n'est jamais représenté. Sa présence est « évoquée » ou « suggérée » au spectateur, par le procédé de la caméra subjective,. Le même traitement est appliqué au compagnon du Prophète : Ali ibn Abi Talib qui est évoqué dans le film.

## Synopsis
La vie du prophète Mahomet, qui prêcha le Coran de l'âge de 40 ans jusqu'à l'année de sa mort en 632. Parmi les événements évoqués, il y a notamment le serment d'allégeance d'al-Aqaba, l'Hégire, la construction de la mosquée de Quba en 622, la bataille de Badr en 624, celle de Uhud en 625, le traité d'Houdaybiya en 628, la conquête de la Mecque en 630 et le pèlerinage d'adieu en 632.

## Fiche technique
- Titre original : الرسالة, Al-Rissala
- Titre anglais : The Message
- Titre français : Le Message
- Réalisation : Moustapha Akkad, assisté d'Andrew Marton
- Scénario : H.A.L. Craig, Jawdat El-Sahhar, Rahman El-Sharkawi, Mohammad Ali Maher, Tawfiq al-Hakim
- Production : Moustapha Akkad, Harold Buck, Mohammad Sanousi
- Société de production : Filmco International Productions
- Distribution : Filmco International Productions Inc.
- Direction artistique : Norman Dorme, Abdel Moneim Shoukry
- Photographie : Said Baker, Jack Hildyard, Ibrahim Salem
- Musique : Maurice Jarre
- Montage : John Bloom
- Décors : Maurice Fowler, Tambi Larsen
- Costumes : Phyllis Dalton
- Langue : Arabe / Anglais (existe en deux versions)
- Pays :  Royaume-Uni,  Liban,  Libye,  Koweït
- Genre : Biopic, drame, historique, péplum
- Format : Couleurs - 35 mm - 2,35:1 - Mono
- Budget : 10 000 000 $
- Box-office : 150 000 000 $
- Durée : 198 minutes (version originale arabe) - 171 minutes (version anglaise)

- Dates de sortie :

- Angleterre : 30 juillet 1976 (sortie officielle) - 14 juin 2018 (ressortie au cinéma en version restaurée 4K)[4]
- États-Unis : 9 mars 1977 (New York seulement)
- France : 8 juillet 1977
- Turquie : 12 octobre 1977

## Distribution

### Version anglaise
- Anthony Quinn (VF : Henry Djanik) : Hamza
- Irène Papas : Hind
- Michael Ansara (VF : Denis Savignat) : Abu Sufyan
- André Morell (VF : Georges Riquier) : Abû Tâlib
- Wolfe Morris (VF : Raoul Delfosse) : Abu Lahab
- Rosalie Crutchley (VF : Janine Freson) : Soumaya
- Damien Thomas (en) (VF : Claude Giraud) : Zayd
- Johnny Sekka : Bilal
- Michael Forest (VF : Michel Le Royer) : Khalid ibn al-Walid
- Garrick Hagon (VF : Pierre Arditi) : Ammar
- Martin Benson (VF : Jacques Mauclair) : Abu Jahl
- Robert Brown (VF : André Valmy) : Otba
- Bruno Barnabe (en) (VF : Albert Médina) : Umaya
- Neville Jason (VF : Bernard Murat) : Jaafar
- John Bennett (VF : René Arrieu) : ibn Salûl
- Donald Burton (en) (VF : Pierre Hatet) : Amr
- Earl Cameron (VF : Georges Aminel) : al-Najashi
- George Camiller (VF : Sady Rebbot) : Waleed
- Nicolas Amer : Suheil
- Ronald Chenery : Mosaab
- Michael Godfrey (VF : François Chaumette) : Barra
- John Humphry : Ubaida
- Ewen Solon (VF : Louis Arbessier) : Yasser
- Ronald Leigh-Hunt (en) : Héraclius
- Leonard Trolley : Marchand de la soie
- Gerard Hely : Sinan
- Habib Ageli : Hudayfa
- Peter Madden : l'homme édenté
- Hassan al-Joundi (en) (VF : René Arrieu) : Khosro II
- Elaine Ives-Cameron : Arwa
- Mohammad Al-Gaddary (VF : Roger Lumont) : Usurier
- Ahmed Abdelhalim : Uriqat
- Mohamed Basri : Marchand
- Hassan Essakali
- Salem Gedara : Wahshi
- Richard Johnson (VF : Roland Ménard) : Le Narrateur

### Version arabe
- Abdullah Gaith (en) : Hamza ibn Abd al-Muttalib
- Muna Wassef : Hind bint 'Utba
- Hamdi Gaith : Abu Sufyan ibn Harb
- Ali Ahmed Salem : Bilal ibn Rabah
- Mahmud Sa'eed : Khalid ibn al-Walid
- Ahmed Marey : Zayd ibn Harithah
- Mohammed Al-Arabi : Ammar
- Hassan Jundi : Abu Jahl
- Sanaa Gamil : Sumayyah bint Khayyat
- Abdu al Wareth : Yasir ibn Amir
- Monir Ma'acery : Djafar ibn Abi Talib
- Abd Ar Raheem El Zarkany : Abû Tâlib
- Abd Al Badee'a Al Araby : Utbah ibn Rabi'ah
- Abd Al 'Atheem Ab al Hak : Ashama ibn Abjar
- Ahmed Abatha : Abu Lahab
- Martin Benson : Khosro Ier
- Ronald Leigh-Hunt (en) : Héraclius
- Salem Jadara : Wahshi ibn Harb
- Mohammed Sabeeh : Sorakat, le guide
- Tayeb Saddiki : Walid
- Damien Thomas (en) : Le jeune Chrétien
- Mahmoud Yassine : Le Narrateur[5]

## Production

Le film Le message, éditions Blu-ray et Blu-ray 4k

Akkad rencontre la réticence des studios d'Hollywood à produire un film sur les origines de l'Islam [pourquoi ?] et a dû tourner son film avec des financements koweïtiens, marocains et libyens. Le film a été tourné au Maroc et en grande partie en Libye. Akkad a pris conseil auprès de savants musulmans dans le but de respecter les croyances musulmanes, en particulier en ce qui concerne la représentation de Mahomet, en faisant approuver son film par l'université al-Azhar. Il voulait réaliser un film qui soit un « pont » entre la civilisation musulmane et l'occidentale. 
« J'ai fait ce film car il représente un enjeu personnel. En outre, sa production est intéressante, il y a une histoire, une intrigue, une force dramatique. En tant que musulman vivant en Occident, je considère que c'est mon devoir de dire la vérité sur l'islam. C'est une religion qui comporte 700 millions de fidèles, et pourtant, on en sait si peu à son propos que c'en est surprenant. J'ai pensé que raconter cette histoire pouvait créer un pont avec l'Occident. »

## Réception
Lors de la sortie du Message aux États-Unis, le 9 mars 1977, un groupe armé de douze militants afro-américains se proclamant « musulmans hanafis » et revendiquant notamment la destruction du film qu'ils considèrent comme « sacrilège », prend 149 personnes en otages dans trois bâtiments à Washington. La prise d'otages dure 39 heures et fait un (ou deux) morts et douze blessés,.
Le film a été projeté en prime time sur Antenne 2, lors d'un numéro de l'émission Les Dossiers de l'écran consacré à l'islam, en 1979 et sur la chaine Arte en prime time de la soirée du 24 juillet 2017.

### Nominations
Le compositeur français Maurice Jarre a été nommé pour l'Oscar de la meilleure musique en 1978, mais a perdu face à John Williams dans Star Wars, épisode IV : Un nouvel espoir.

## Autour du film
- Le film a été doublé en 12 langues[1].
- Il a fallu 4 mois et demi pour construire une réplique de la cité de La Mecque.
- Le casting regroupa plus de 28 nationalités.
- Mohamed Ali fut intéressé par le rôle de Bilal ibn Rabah mais le réalisateur refusa de crainte que sa notoriété fasse de l'ombre au film.
- C'est la dernière apparition de l'acteur britannique Peter Madden.
- En 2015, d'après The Guardian relayé par Libération, sa projection a été annulée à Glasgow (Écosse) à la suite d'une pétition provenant de « 94 personnes se disant être basées au Nigeria, à Bahreïn et en Arabie saoudite[1] ». Le problème qui se posait serait qu'Anthony Quinn[1] — jouant le rôle de Hamza, oncle paternel du prophète Mahomet — y danse et « le fait que les compagnons du prophète […] [ne sont] pas incarnés par des musulmans[1]. »